# Spincourt
Spincourt település Franciaországban, Meuse megyében. Lakosainak száma 815 fő (2022. január 1.). Spincourt Avillers, Domprix, Saint-Supplet, Xivry-Circourt, Dommary-Baroncourt, Domremy-la-Canne, Gouraincourt, Muzeray, Nouillonpont, Saint-Pierrevillers és Vaudoncourt községekkel határos.

## Népesség
A település népessége az elmúlt években az alábbi módon változott:
| Lakosok száma | 465  | 729  | 637  | 764  | 838  | 840  | 841  | 832  | 825  | 815  |
|               | 1968 | 1982 | 1990 | 2006 | 2013 | 2015 | 2017 | 2019 | 2020 | 2022 |